# Георгієвське (Ленінградська область)
Георгієвське (рос. Георгиевское) — присілок у Тосненському районі Ленінградської області Російської Федерації.
Населення становить 156 осіб. Належить до муніципального утворення Тосненське міське поселення.

## Історія
Населений пункт розташований на історичній землі Іжорія.
Згідно із законом від 22 грудня 2004 року № 116-оз належить до муніципального утворення Тосненське міське поселення.

## Населення
| 2007 | 2010 | 2017 |
| ---- | ---- | ---- |
| 187  | ↘150 | ↗156 |